# Vargnäs
Vargnäs är en by i Leksands socken i Leksands kommun.
Byn har troligen ursprungligen varit fäbod. Den saknas i årliga räntan på 1500-talet, 1668 fanns enligt Holstenssons karta endast en gård här. Då Karl-Erik Forsslund besökte byn 1918 fanns här nio gårdar.
I Vargnäs påträffades 1979 vid inventering en stenåldersboplats (RAÄ 380 Leksand) i åkermark. Boplatsen är inte daterad, men en skifferpilspets pekar på att den är förhållandevis sen. Slagglämningar efter primitiv järnhantering finns också i byn.

### Fotnoter
1. ↑  Andersson, Roland; Byar och Fäbodar i Leksands kommun - Kulturhistorisk analys, Falun, 1983
2. ↑  Med Dalälven från Källorna till havet, Del I, Bok IX; Karl-Erik Forsslund, 1922
3. ↑  Stenålder och bronålder i Leksand, Ragnar Lannerbro